# 소마 요시타네 (1765년)

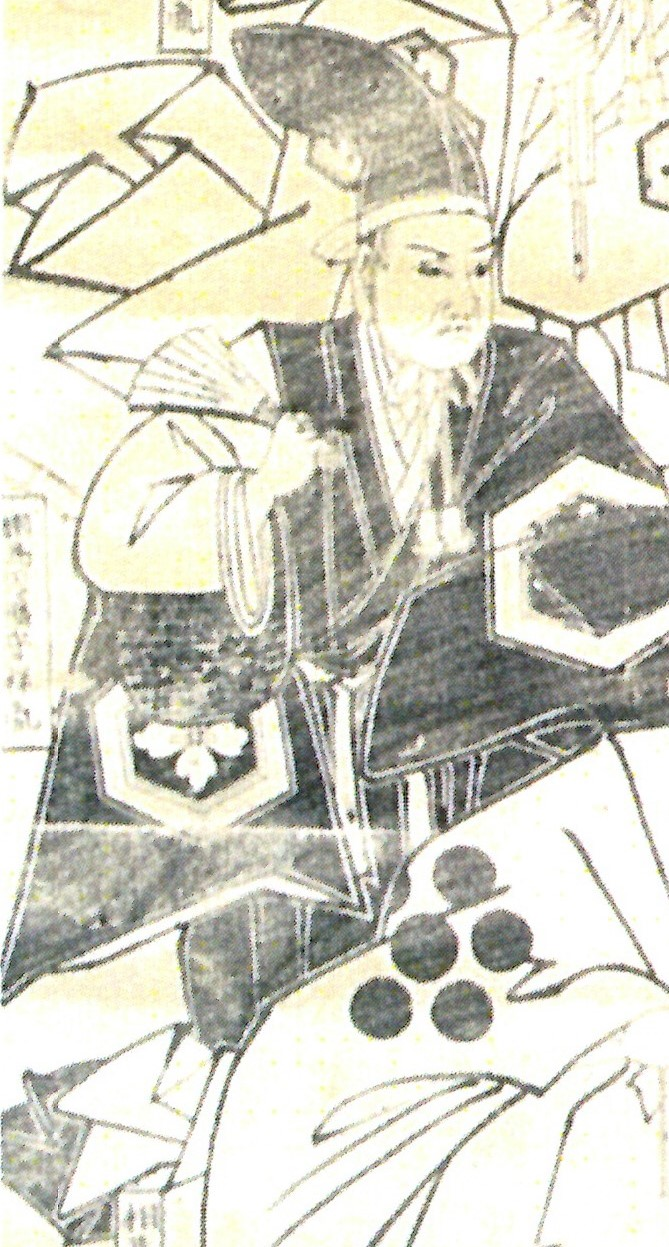
소마 요시타네

소마 요시타네(일본어: 相馬祥胤, 1765년 7월 20일 ~ 1816년 7월 14일)는 에도 시대의 다이묘로, 소마 나카무라번의 9대 번주이다. 관위는 종5위하, 이나바노카미(因幡守)이다.
8대 번주 소마 모로타네의 셋째 아들로 태어났다. 1765년에 태어났지만 나이를 높이기 위해 막부에는 1761년에 태어났다고 알렸다. 1768년에 맏형 노부타네가 죽고, 1773년에는 둘째 형 나리타네가 병으로 폐적되자, 1774년 음력 8월 9일에 적자가 되었고, 1777년 음력 4월 1일에 쇼군 도쿠가와 이에하루를 알현하였다. 이듬해 관위를 서임받았으며, 1783년에는 아버지가 은거하면서 번주 자리를 이었다.
임기 중에 덴메이 대기근이 발생하자, 번 영내의 백성들을 구제하기 위해 1784년, 막부에 금 5천 냥을 빌렸다. 이에 막부 측에서는 기근 준비를 미리 하지 못한 실정을 물어 요시타네에게 출사 정지 명령을 내렸다. 1788년에는 채무 반제 기한을 연기해줄 것을 막부에 요청하여 이로 인해 다시 출사 정지 조치를 받았다. 1801년, 은거하여 장남 무라타네에게 가문을 계승하게 했다. 1816년에 사망하였다.
| 전임 소마 모로타네 | 제9대 소마 나카무라번 번주 1783년 ~ 1801년 | 후임 소마 무라타네 |